# Alexander Ax Swartz
Alexander Ax Swartz (12 ottobre 2006) è uno sciatore alpino svedese.

## Biografia
Specialista delle prove tecniche fratello di Fabian, a sua volta sciatore alpino, e attivo dal novembre del 2022, Alexander Ax Swartz ha esordito in Coppa Europa il 6 febbraio 2025 a Baqueira in slalom speciale, senza completare la prova, e ai successivi Mondiali juniores di Tarvisio 2025 ha vinto la medaglia d'argento nella gara a squadre; non ha debuttato in Coppa del Mondo e non ha preso parte a rassegne olimpiche o iridate.

## Palmarès

### Mondiali juniores
- 1 medaglia:
  - 1 argento (gara a squadre a Tarvisio 2025)